# Conognathus
Conognathus là một chi bướm ngày thuộc họ Bướm nâu.